# Ernestine Färber-Strasser
Ernestine Färber-Strasser, geb. als  Emma Färber (12. oder 15. Mai 1884 in Königsberg – unbekannten Orts, nach 1955),  war eine deutsche Kammersängerin des Stimmfaches Alt. Sie gehörte ab 1913 dem Ensemble der Münchner Hofoper an und gastierte in Amsterdam, Wien, Zürich und am Royal Opera House Covent Garden in London. Aufgrund des hohen Registerumfangs ihrer Stimme konnte sie auch viele für Mezzosopran konzipierte Rollen übernehmen. Ihre Karriere wurde nach der Machtergreifung der Nationalsozialisten im Jahr 1933 de facto beendet. Sie musste flüchten.

## Leben und Werk
Die Sängerin wurde als Tochter des Kaufmanns Benjamin Färber in Ostpreußen geboren. Über ihre Ausbildung liegen keine Informationen vor, über den Beginn ihrer Bühnenlaufbahn nur widersprüchliche Angaben. Gesichert ist, dass sie entweder in Aachen oder in Leipzig debütierte. Im Neuen Theater Almanach für die Jahre 1911 und 1912 wird sie als Ensemblemitglied am Opernhaus Leipzig geführt, freilich als Emma Färber. Dort wurden ihr bereits als Anfängerin erste Fachpartien übertragen. 1912 gastierte sie in der niederländischen Erstaufführung von Humperdincks Königskinder in Amsterdam. In der Spielzeit 1912/13 war sie als Ensemblemitglied am Stadttheater Aachen verpflichtet. 1913 wurde sie an die Münchner Hofoper verpflichtet, wo sie im Lauf der folgenden acht Spielzeiten zahlreiche Erfolge erringen konnte und wo sie zur Kammersängerin ernannt wurde.
1915 heiratete sie den österreichischen Maler Benjamin Strasser. Das Paar hatte zumindest eine Tochter. 1921 kehrte sie für eine Spielzeit nach Leipzig zurück, danach gastierte sie an namhaften Bühnen Europas und unternahm mehrere Konzertreisen nach Spanien, England und in die Schweiz. Am Opernhaus Zürich übernahm sie 1923 die Amme in Mussorgskis Boris Godunow. In London sang sie 1924 Fricka und Waltraute in Wagners Ring des Nibelungen, dirigiert von Bruno Walter, dort auch die Brangäne. An der Wiener Staatsoper gastierte sie 1927 als Amme in der Frau ohne Schatten von Richard Strauss. Von 1925 bis 1930 war sie als Ensemblemitglied des Württembergischen Staatstheaters in Stuttgart verpflichtet. Bis 1931 gastierte sie weiterhin mehrfach an der Münchner Oper.
1934 wurde die Familie gezwungen, die komfortable Wohnung in München zu verlassen. Der antisemitische Druck der Bevölkerung und der Regierenden stieg ständig an, so dass sich die Sängerin zur Flucht in die Schweiz entschloss. Ihre Tochter nahm sie mit. Ihr Mann folgte wenige Monate später, ging aber 1939 nach England um die Familie finanziell unterstützen zu können. Dort wurde er freilich 1940 als „feindlicher Ausländer“ interniert. Er konnte erst 1945 zu Frau und Kind in die Schweiz zurückkehren. 1951 emigrierte die Familie in die Vereinigten Staaten. Benjamin Strasser, erschöpft durch die Wirren der NS-Jahre und des Exils, starb 1955 in New York.
Auch Ernestine Färber-Strasser erkrankte. Gemeinsam mit der Tochter kehrte sie nach Zürich zurück. Sämtliche finanziellen Reserven waren aufgebraucht, Mutter und Tochter waren mittellos. 1956 stellte sie in Stuttgart einen Antrag auf Wiedergutmachung. Danach fehlt jedes Lebenszeichen.

## Rang
Die Contra-Altistin verfügte über eine groß angelegte, voluminöse Stimme und war vor allem bekannt für ihre Gestaltung von Wagner- und Strauss-Partien, darunter Fricka und Brangäne. Kutsch/Riemens: „Neben ihrem gesanglichen Können wirkte sie auf der Bühne durch ihre aparte Erscheinung und ihr darstellerisches Talent“.

## Repertoire

### Oper (Auswahl)
| Bizet: - Titelpartie in Carmen Gluck: - Orpheus in Orpheus und Eurydike Mozart: - Marcelline in Die Hochzeit des Figaro Mussorgski: - Amme in Boris Godunow Richard Strauss: - Herodias in Salome - Klytämnestra in Elektra - Amme in Die Frau ohne Schatten |  | Tschaikowski: - Polina in Pique Dame Verdi: - Ulrica in Ein Maskenball - Amneris in Aida Wagner: - Brangäne in Tristan und Isolde - Fricka und Erda in Das Rheingold - Fricka und Waltraute in Die Walküre - Waltraute in Götterdämmerung - Stimme aus der Höhe in Parsifal |

### Konzert
Ernestine Färber-Strasser war auch eine gefragte Lied-Interpretin. Zu ihrem breit gefächerten Repertoire zählten Lieder von Franz Liszt, Max Reger, Franz Schubert, Richard Strauss und Hugo Wolf. Sie sang auch mit großer Orchesterbesetzung, beispielsweise am 7. Februar 1917 im Wiener Musikverein in Beethovens Missa solemnis unter Franz Schalk.

## Tondokumente
Alle Schallplatten der Sängerin sind extrem rar und schwer zu finden. Bekannt sind drei Aufnahme-Zyklen:
- 1921 nahm sie für die Deutsche Grammophon acht Titel auf, darunter das Wiegenliedchen (op. 49, Nr. 3) von Richard Strauss. Ihr Klavierbegleiter war Bruno Seidler-Winkler.[3]
- 1922 folgten sechs Titel für die Vox-Schallplatten- und Sprechmaschinen-AG mit Sitz in Berlin (die Habanera der Carmen, die Beschwörungsszene der Ulrica aus dem Maskenball und vier Lieder – Über allen Wipfeln ist Ruh von Franz Liszt, Wenn die Linde blüht und Des Kindes Gebet von Max Reger sowie Das verlassene Mägdlein von Hugo Wolf)[4]
- Anfang 1925 nahm sie erneut für die Deutsche Grammophon auf.

## Gedenken
Ihr Name findet sich auf einer Gedenktafel für NS-Opfer in der Staatsoper Stuttgart, die am 7. April 2016 von Ministerin Theresia Bauer gemeinsam mit dem Intendanten der Staatstheater Stuttgart enthüllt wurde.